# آلينوش طريان
آلينوش طريان (9 نوفمبر 1920 – 4 مارس 2011) (بالفارسية: آلينوش طريان، وآلينوش تريان؛ بالأرمنية: Ալենուշ Տէրեան) عالمة فلك وفيزياء إيرانية من أصول أرمنية وتسمى «الأم المؤسسة لعلم الفلك الإيراني الحديث».
ولدت لأسرة مسيحية أرمنية في طهران، وهي أبنة أديب ومترجم. تخرجت طريان في عام 1947 من قسم العلوم من جامعة طهران. بدأت حياتها المهنية في مختبر الفيزياء في هذه الجامعة وانتخبت رئيس العمليات المختبرية في نفس العام. في عام 1956 حصلت على الدكتوراه في فيزياء الغلاف الجوي من جامعة السوربون. من ثم عادت إلى إيران وأصبحت أستاذ مساعد في الديناميكا الحرارية في جامعة طهران. في وقت لاحق عملت في الفيزياء الشمسية في ألمانيا الغربية لمدة أربعة أشهر من خلال منحة دراسية التي تم منحها من قبل الحكومة الألمانية إلى جامعة طهران. في عام 1964 أصبحت الدكتور والعالمة طريان أول أستاذ للفيزياء من الإناث في إيران.

## مواقع خارجية
- Photographs of the 90th-year birthday ceremony of Professor Ālenush Teriān in Tehran, وكالة مهر للأنباء, 9 November 2010.